# Семенівка (Роменський район)
Семе́нівка — село в Україні, у Роменському районі Сумської області. Населення становить 797 осіб. Входить до складу Липоводолинської селищної громади.
Після ліквідації Липоводолинського району 19 липня 2020 року село увійшло до Роменського району.

## Географія
Село Семенівка розташоване на правому березі річки Хорол, неподалік від її витоків, нижче за течією на відстані 2 км розташоване село Новосеменівка.

## Населення

### Мова
Розподіл населення за рідною мовою за даними перепису 2001 року:
| Мова            | Кількість | Відсоток |
| --------------- | --------- | -------- |
| українська      | 787       | 98.75%   |
| російська       | 9         | 1.12%    |
| інші/не вказали | 1         | 0.13%    |
| Усього          | 797       | 100%     |

## Історія
Найдавніші відомості про місцевість відносяться до XVII століття, коли Семенівка була хутірцем в кілька дворів. Вона була типовим поселенням Слобожанщини. Хазяїном одного з дворів був козак Семен, прізвище якого не збереглося. Від цього імені і походить назва села. Пізніше село заселялось. Селяни були закріпачені. Були тут і вільні козаки, котрі жили на ближніх хуторах.
Найдавнішим власником, більше всього, був староста Василь Кисіль (або його батько, ім'я якого не збереглося). В 1729—1730 рр. між ним та смоленським шляхтичем Максимом Корсаком виникла суперечка за право володіння «слободкою Семенівка». Про це свідчить запис у книзі «Генеральне слідство про маєтності Лубенського полку»: «Слободка Семёновка 28 дворов, владеет смоленской шляхтич Максим Корсак, а староста Василий Кисель обявил, что на ту слободку жалованой грамоты и гетманского универсала он староста при себе не имеет, а то ею де слободкою владеет он Корсак лет з двадцать». Отже до середини XVIII століття село належало Максиму Корсаку.
В 1709 році між військами Петра І та Карла XII на полях Семенівки проходили бої. Поблизу дороги із Семенівки в с. Василівку Лебединського району знаходились земляні укріплення, які були розорані в 1930—1935 роках. До нашого часу біля с. Саї збереглося таке укріплення, яке шведи зробили, коли йшли на Полтаву.
До 1760 року в с. Семенівка була церква Різдва-Богородиці, але вона поступово руйнувалася. І тому в 1759 році на кошти поміщика Гаврила Головкіна, якому на той час належало село, було збудовано нову. Її було названо на честь його покровителя Гавриїлівською. В 1874 році було добудовано дзвіницю. А в 1893 році цю церкву було перебудовано. Саме в такому вигляді вона й простояла до середини 30-х років XX століття, коли й була переобладнана більшовицькою владою під школу, а дзвіниця зруйнована. За свідченнями очевидців церква нашого села була однією з найкращих в окрузі.
В 1905 році демократ Вишневський вів в селі агітацію проти царя. Його спіймали в с. Берестівка і відправили до м. Гадяча, де разом з іншими однодумцями загнали в школу, яку потім підпалили. Після подій 1905 року Шереметьєв і Креймгольц втекли. В 1908 році пан розділив землю на ділянки її продавав за ціною від 100 до 300 рублів за десятину на виплату протягом 58 років.
Після реформи 1861 року селян били різками за невихід на панщину. Часто селяни тікали з села і їх ніхто не шукав. В ті часи село належало графу Шереметьєву, який мав в селі Берестівка свою економію. Керував економією німець Клеймгольц. В економії розводили багато овець і коней. Крім зернових культур, великі ділянки землі засаджували тютюном і цукровим буряком. Навіть за кожною дитиною, починаючи з 10 років, була закріплена ділянка тютюну, на якій дитина повинна була працювати до його повного дозрівання.
В 1917 році село входить до складу Української Народної Республіки.
Внаслідок поразки Перших визвольних змагань село надовго окуповане більшовицькими загарбниками.
В 1906—1907 рр. в селі Семенівка було дві школи: земська двокомплектна і церковно-приходська, в якій навчалися три роки. В 1920-ті роки в селі діяла початкова школа і лікнеп для дорослих. В 1931 році було організовано семирічну школу.
Саме в роки НЕПу село переживало період розквіту. В 20-ті роки XX століття на території нашого село було близько 6 вітряків. В цей час тут була найбільша кількість населення. На 1927 рік у самому селі Семенівка проживало 1954 особи, але до Семенівської сільської ради всього належало 12 населених пунктів, в яких налічувалось 2886 осіб. На них припадало 521 господарство, тобто майже всі селяни були одноосібниками. Про це свідчить Статистика Роменщини".
В кінці 20-х років по всій Україні почалося насильницьке створення колективних господарств — колгоспів. Не оминув цей процес і наше село. У селян відбирали землю, коней, худобу, знаряддя сільськогосподарської праці. Якраз на базі «розкуркулених» господарств і виник навесні 1929 року перший в селі колгосп під назвою Вільне життя".
Навесні 1931 року в Семенівці було проведено загальну колективізацію і, як тоді говорили — «ліквідували куркульство як клас». Тобто знищили господарства тих людей, що завдяки своїй щоденній клопіткій праці були трохи заможнішими за інших. За всім цим було горе, сльози, втрати простих селян. Всього жителів с. Семенівки було об'єднано в 6 колгоспів. Пізніше було проведено укрупнення колгоспів і їх залишилось 4.
Село постраждало внаслідок геноциду українського народу, проведеного урядом СРСР в 1932—1933 роках, кількість встановлених жертв голодомору в селі — 91 людина.
25 вересня 1941 року Семенівку окупували німецькі війська. Під час німецької окупації село було розділене на десятихатки. Багато жителів було розстріляно поліцаями і німцями. Частину населення німці примусово погнали на каторжні роботи в Німеччину. 12 вересня 1943 року село було повторно окуповане частинами 340-ї стрілецької дивізії 38-ї армії СРСР. В боях за село Семенівку загинуло 42 радянських воїни (відомі імена 32). В селі є братська могила загиблих червоноармійців. В 1957 році над братською могилою встановлено пам'ятник.
В 1951 році 4 колгоспи об'єдналися в один — «Червоний лан», який об'єднав 425 дворів і 3936 га землі. Це господарство проіснувало до середини 90-х років. Потім декілька раз переіменовувалось, а нині на його базі діє АФ «Семенівська».
З кінця 50-х до кінця 80-х років XX століття в селі було побудовано Будинок культури, дитячий садок, школу (1972 р.), магазини; асфальтовано майже всі вулиці. До кінця 90-х років діяв цегельний завод, продукція якого сприяла масовому будівництву. Так, наприклад, наприкінці 60-х — початку 70-х років 220 сімей справили новосілля.
З 24 серпня 1991 року село належить до незалежної Української Держави.
До 2019 року орган місцевого самоврядування — Семенівська сільська рада.

## Сьогодення
В другій половині 90-х років було проведено газифікацію села. Нині село залишається одним із найкращих в районі з чудовими краєвидами.

## Економіка
- Молочно-товарна ферма.
- «Червоний лан», сільгосппідприємство.
- Сільськогосподарський виробничий кооператив "Агрофірма «Семенівська».
- Магазин-закусочна СВК АФ «Семенівська».
- Магазин ФОП Прохненко.

## Соціальна сфера
- Школа.
- Будинок культури.
- Дитячий садок.
- Клуб в с. Новосеменівка (не функціонує).
- ФАП.
- ФП в с. Новосеменівка.

## Відомі люди
- Вертій Володимир Миколайович — український військовик, учасник російсько-української війни[5].
- Рішняк Іван Миколайович — український політик, господарник, громадський діяч, державний функціонер, голова Сумського земляцтва в Києві.